# 根本宗子と長井短のオールナイトニッポン0(ZERO)
『根本宗子と長井短のオールナイトニッポン0 (ZERO) 』（ねもとしゅうことながいみじかのオールナイトニッポンゼロ）は、ニッポン放送のバラエティ番組。

## 概要
2018年1月から行われた『オールナイトニッポンNEXT50オーディション』に応募した、劇作家で俳優の根本宗子とモデルの長井短が、火曜日未明（月曜日深夜）のパーソナリティを担当すると2018年3月23日に発表され、4月3日（4月2日深夜）から放送を開始した。
「オールナイトニッポンのヘビーリスナーである根本が、長年の夢だったオールナイトニッポンのパーソナリティになるため、友人の長井を誘ってオーディションに挑戦。根本の深いラジオ愛と、長井の残念すぎるエピソードが面接で強烈な印象を残した。予想のつかない2人のトークに、深夜ラジオ界に新風を巻き起こすことを期待」した起用である。
2019年2月25日（26日深夜）放送分の冒頭にて、2019年3月25日（26日深夜）放送分で最終回を迎えることが発表された。
2019年10月31日、オールナイトニッポンのTwitterにて本番組が2019年11月7日（8日深夜）に一度だけ復活することが発表された（ただしこれはTwitterの時間指定投稿機能がバグを起こしたための誤爆投稿であり、ツイートはすぐに削除された）。その後、同日深夜（11月1日深夜）に放送された『井口理のオールナイトニッポン0』内で、正式に情報が解禁された。
2020年4月10日、同月11日に放送予定であった『SIRUPのオールナイトニッポン0』の放送延期に伴い、代理として本番組が放送されることがオールナイトニッポンのTwitterにて発表された。放送当日は新型コロナウイルスの影響拡大や緊急事態宣言に伴い、2人はスタジオには来ず、お互いの自宅からテレワークにて生放送を行なった。
2021年9月19日（18日深夜）、1年5か月ぶりに一夜限りの復活放送を行った。

## 放送時間
- 火曜日 3:00 - 4:30（月曜日深夜）
  - 2018年7月3日（2日深夜）の放送は「2018 FIFAワールドカップ」「日本対ベルギー」中継のためニッポン放送他は放送を休止した。また、『上柳昌彦 あさぼらけ』の4時台も休止したため、裏送りネット局は5:00まで放送した[6]。

## パーソナリティ
- 根本宗子
- 長井短

## 現在のコーナー
一週間の報告
根本と長井がそれぞれ過ごした一週間についてトークするコーナー。当初は「リスナーが一週間内に起きた出来事を記載し、送る」という内容であったが、のちに上記の内容に落ち着いている。
MiJiC@のMiJiメロディ
「予測」のコーナーで長井が生み出した、独特のメロディに乗せる「ラブソングの歌詞」を考えるコーナー。
リーチ演出
架空のパチンコ台のリーチ演出を募集するコーナー。

## 終了・休止したコーナー
予測
楽曲の「歌詞」だけを読み込んで、それが一体「どんな曲なのか」を根本と長井の二人で予測し当てるクイズコーナー。新コーナー開始のため、2018年6月19日放送分にてコーナーの休止を発表。後に2018年11月20日放送分にて、根本が病欠して「一週間の報告」が中止されたため、一時的に復活した。
根本宗子と長井短の、夜更かししちゃった！お喋りしちゃった！あらあら♪
毎週募集するテーマに添った内容の「ハガキ」を読むコーナー。昔のラジオの雰囲気を再現するためコーナー中はノイズエフェクトがかかる。新コーナー開始のため、2018年6月19日放送分で終了。
オープニング曲対決
2人がゲームで対決して勝者が指定した曲をかける。2018年7月23日放送分を最後に放送されていない。
童貞っぽいけど童貞じゃない人が好き
根本が好きな「童貞っぽさ」をリスナーの投稿から探るコーナー。2018年09月18日放送分で終了。
重たい話
タイトルどおり、リスナーから「重たい話」を募集するコーナー。メールを読み上げる際にはバックに明るい曲を流しており、途中で放送に相応しくない表現、言葉が出てきそうになった場合は曲のボリュームが上がり、メールの内容を聴こえなくする処理を施している。2019年01月15日放送分で終了。

## ゲストおよびその他の出演者
- 2018年06月12日 - 長井短のパパとママ
- 2018年07月10日 - 上田竜也（KAT-TUN、コメント出演）
- 2018年10月16日 - 岩尾望（フットボールアワー）
- 2018年10月30日 - 趣里
- 2018年11月06日 - 野口衣織（=LOVE、4時までは番組内で度々話題になる根本の友人「あやなちゃん」の偽物として出演）
- 2018年11月20日 - 岡野陽一、塚本直毅（ラブレターズ）、上田航平（ゾフィー）（病欠した根本のピンチヒッターとして出演）
- 2018年12月11日 - 相席スタート
- 2019年2月5日 - 北島兄弟
- 2019年2月12日 - 大森靖子
- 2019年3月18日 - 野口衣織（=LOVE、根本の友人「あやなちゃん」の偽物役として再び出演）
- 2020年4月12日 - 亀島一徳（劇団ロロに所属する俳優であり、長井の夫。根本への挨拶も兼ねて出演）

## テーマ曲
- オープニング - Dove Cameron「Ways To Be Wicked ～ 悪の力を呼び覚ませ」（6月でいったん終了、上記の方法に変更。→8月6日再開）
- エンディング - ハーブ・アルパート&ザ・ティファナ・ブラス「BITTERSWEET SAMBA」

## スタッフ
- ディレクター - 舟崎彩乃
- 構成 - 畠山健、トゥルーマン翔、ニシキドヒデオ

## 代理番組
- 2018年8月28日 - 東京ホテイソン（お笑いラジオスターウィークの一環）
- 2018年12月25日 - Kis-My-Ft2（オールナイトニッポン ラジオ・チャリティー・ミュージックソン）
- 2019年1月1日 - 三四郎（三四郎のオールナイトニッポン 2019新春初笑いスペシャル 第2部）